# 紐約宇宙
纽约宇宙（New York Cosmos），成立於1971年，是一支美国职业足球队，在1971年至1984年间属于北美足球聯賽的参赛球队，并且是联赛中的一流强队，曾經於1985年解散。2010年宣布重組，並聘請前法國球星簡東拿擔任球隊總監，在2013年加入北美足球聯賽。

## 球隊歷史
紐約宇宙队於1971年，由Atlantic唱片公司的艾尔特甘兄弟和华纳兄弟的CEO斯蒂夫·罗斯創建。球队世界各地签下了多名著名球星，包括：巴西「球王」比利、等，是北美足球联赛（NASL）的最強球隊，曾經奪得過5次總冠軍。
但是由於入不敷支導致嚴重虧損，紐約宇宙於1983年開始出售球星，實力削弱令成績一落千丈，而NASL联赛更于1984年倒闭，虽然宇宙队曾试图独立运营球队，但仍然在1985年宣布解散，只保留足球學校。
2010年，英國富商及前熱刺副會長甘斯利以200萬英鎊收購紐約宇宙隊，並獲巴西球王比利答應出任榮譽會長，意大利名宿乔治·基纳利亚擔任國際大使，在同年8月正式宣布重組。
紐約宇宙隊於2011年1月19日於球會官方網頁宣布，聘請前法國球星簡東拿擔任球隊總監，爭取在2013年加入美國職業足球大聯盟。

## 球队荣誉
北美足球联赛室外锦标赛 冠军
- 1972/1977/1978/1980/1982

香港羊年賀歲盃
- 冠軍 2014-15

北美足球联赛 亚军
- 1981 室外
- 1984 室内

分区冠军头衔
- 1972 北部分区
- 1978 东部分区，国家联盟
- 1979 东部分区，国家联盟
- 1980 东部分区，国家联盟
- 1981 东部分区，国家联盟
- 1982 东部分区
- 1983 东部分区

跨大西洋杯锦标赛
- 1980/1983/1984

## 著名球员
- （Pelé）1975-1977
- （Franz Beckenbauer）1977-1980, 1983
- （Johan Neeskens）1979-1984
- （Raúl González Blanco）2014-2016